# Time
Time è una rivista statunitense con sede a New York. Time è un quattordicinale di informazione, pubblicato settimanalmente. Fu pubblicata per la prima volta a New York, negli Stati Uniti, il 3 marzo 1923 e per molti anni fu gestita dal suo influente cofondatore Henry Robinson Luce.
Dal 2018 Time è di proprietà del fondatore di Salesforce Marc Benioff, che attualmente pubblica la rivista attraverso la società Time USA LLC.

## Storia
Fondato da Briton Hadden e Henry Robinson Luce, fu il primo news magazine settimanale del Paese. È considerato uno dei più autorevoli e prestigiosi settimanali del mondo, in particolare per quanto riguarda la politica e l'economia internazionale. Il nome TIME significa "Today Information Means Everything".
Time è la rivista settimanale di notizie più diffusa nel mondo con 26 milioni di lettori, 20 milioni dei quali negli Stati Uniti. A partire dal 2012, ha avuto una tiratura di 3,3 milioni di copie che lo rende l'undicesima rivista più diffusa negli Stati Uniti, e il secondo settimanale più diffuso dietro People. A partire dal 2015, la sua tiratura era 3.036.602.
Dall'ottobre 2013 direttore della rivista diventa Nancy Gibbs, la prima donna a dirigere Time. Rimarrà alla direzione sino al settembre 2017, quando sarà sostituita da Edward Felsenthal. 
Nel giugno 2017 il settimanale chiese al presidente degli Stati Uniti Donald Trump di rimuovere dai suoi golf club il numero esposto del marzo 2009 in quanto riportava una copertina falsa. La copertina fittizia ritraeva Trump con le braccia conserte, dei complimenti al suo programma televisivo The Apprentice e altri articoli in linea alla sua visione del mondo.
Nel novembre 2017 Meredith Corporation acquisisce, con il sostegno finanziario di Koch Equity Development, Time Inc., la casa editrice di Time Magazine. Nel marzo 2018, solo sei settimane dopo la chiusura della vendita, Meredith annuncia che avrebbe esplorato la vendita delle riviste Time, Fortune, Money e Sports Illustrated, poiché non si allineavano con gli altri marchi dell'azienda.
Nel settembre 2018, pochi giorni dopo avere messo in copertina il volto di Matteo Salvini come simbolo della "faccia nuova dell'Europa", Time passa nuovamente di mano: Meredith la vende a Marc Benioff e a sua moglie Lynne per 190 milioni di dollari. Sebbene Benioff sia il presidente e il co-CEO di Salesforce.com, Time rimarrà separato dalla società e Benioff non sarà coinvolto nelle sue operazioni quotidiane.

## Edizioni
Oltre all'edizione statunitense esistono edizioni regionali che, a partire da una struttura comune, approfondiscono tematiche di rilevanza continentale. A Londra viene stampata l'edizione europea (Time Europe, un tempo conosciuta come Time Atlantic). Esistono inoltre l'edizione asiatica (con base ad Hong Kong), quella canadese (edita a Toronto) e quella del Sud Pacifico (edita a Sydney).

## Persona dell'anno

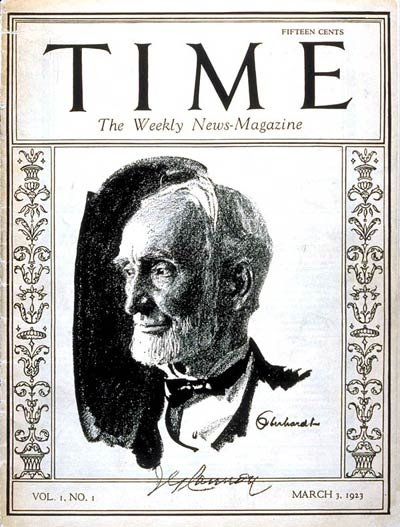
Copertina del numero 1 (3 marzo 1923), in cui è ritratto Joseph Gurney Cannon

Il settimanale è conosciuto in tutto il mondo anche grazie alla copertina del primo numero del mese di dicembre, che elegge l'"Uomo dell'Anno" (il nome è stato cambiato nel 1999 in Persona dell'Anno), ossia l'individuo o gruppo di persone che ha avuto maggiore influenza sulle notizie dell'anno appena trascorso. Questa usanza divenne abituale dal 1927, quando venne eletto Man of the Year Charles Lindbergh.
Nel 2006 il Time ha compiuto una scelta particolare, quella di eleggere Person of the Year i navigatori di Internet. Nel 2007 la scelta è stata Vladimir Vladimirovič Putin, in quel periodo Presidente della Federazione Russa. Nel 2008 è stato eletto Barack Obama, presidente degli Stati Uniti. Nel 2009 è la volta di Ben Bernanke, seguito nel 2010 è stato scelto come Person of the Year Mark Zuckerberg, fondatore del social network Facebook. Nel 2011 viene compiuta nuovamente una particolare scelta da parte di Time: viene eletta persona dell'anno "The Protester", il manifestante. In seguito tocca nuovamente a Barack Obama, nel 2012, seguito da Papa Francesco, nel 2013, dai combattenti dell'ebola, nel 2014, da Angela Merkel, nel 2015 e infine da Donald Trump nel 2016. Nel 2017 vi è presente ancora una scelta particolare, ovvero quella di non inserire una singola persona ma un gruppo, dedicato alle Silence Breakers, ovvero alle donne che hanno denunciato molestie. Nel 2018 vengono eletti i “The Guardians”, i giornalisti che hanno dovuto affrontare persecuzioni, arresti o omicidi per le loro notizie, nel 2019 è l'attivista Greta Thunberg a comparire sulla famosa copertina. Nel 2020 i protagonisti sono invece Joe Biden e Kamala Harris, neo eletti alla Casa Bianca. Nel 2021 l'uomo più ricco del mondo Elon Musk, nel 2022 Volodymyr Zelens'kyj, nel 2023 viene nominata persona dell'anno Taylor Swift e nel 2024 ritorna in copertina Donald Trump. 

## Time 100
Il Time ogni anno pubblica anche la classifica delle 100 persone più influenti dell'anno, la cosiddetta Time 100. Dal 2019 Time ha pubblicato una seconda classifica per onorare le 100 persone delle nuove generazioni che stanno plasmando il futuro di vari settori denominata Time 100 Next.